# 讷伊 (涅夫勒省)
讷伊（法語：Neuilly，法語發音：[nœji] ⓘ）是法国涅夫勒省的一个市镇，属于克拉姆西区。

## 地理
讷伊（47°14'23"N, 3°30'10"E）面积13.92 平方千米，位于法国勃艮第-弗朗什-孔泰大區涅夫勒省，该省份为法国中部省份，北至约讷省，西北接卢瓦雷省，西接谢尔省，南至阿列省，东南接索恩-卢瓦尔省，东临科多尔省。
与讷伊接壤的市镇（或旧市镇、城区）包括：伯夫龙河畔布里农、圣雷韦里安、比西拉佩勒、尚帕勒芒、吉皮、博略。

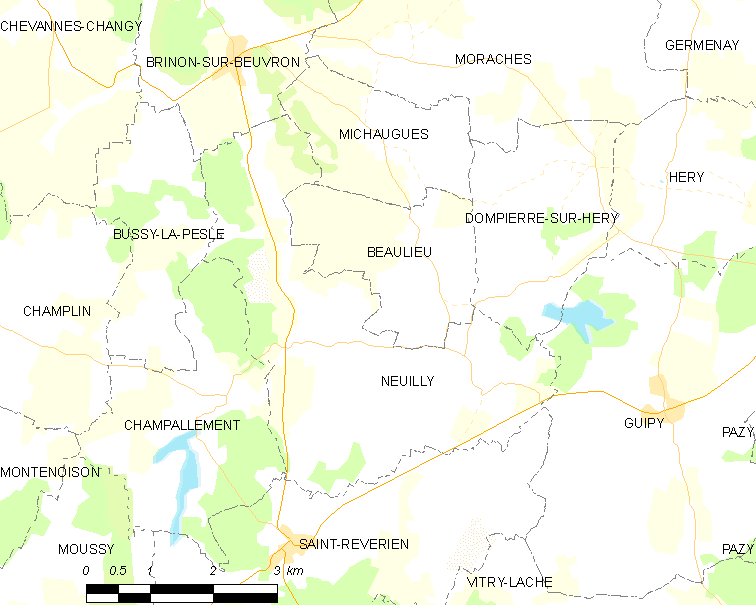
的OSM定位图

讷伊的时区为UTC+01:00、UTC+02:00（夏令时）。

## 行政
讷伊的邮政编码为58420，INSEE市镇编码为58191。

## 政治
讷伊所属的省级选区为科尔比尼县。

## 人口

1962-2008年间人口变化图示

讷伊于2022年1月1日时的人口数量为109人。